# Thüringer Strombrücke

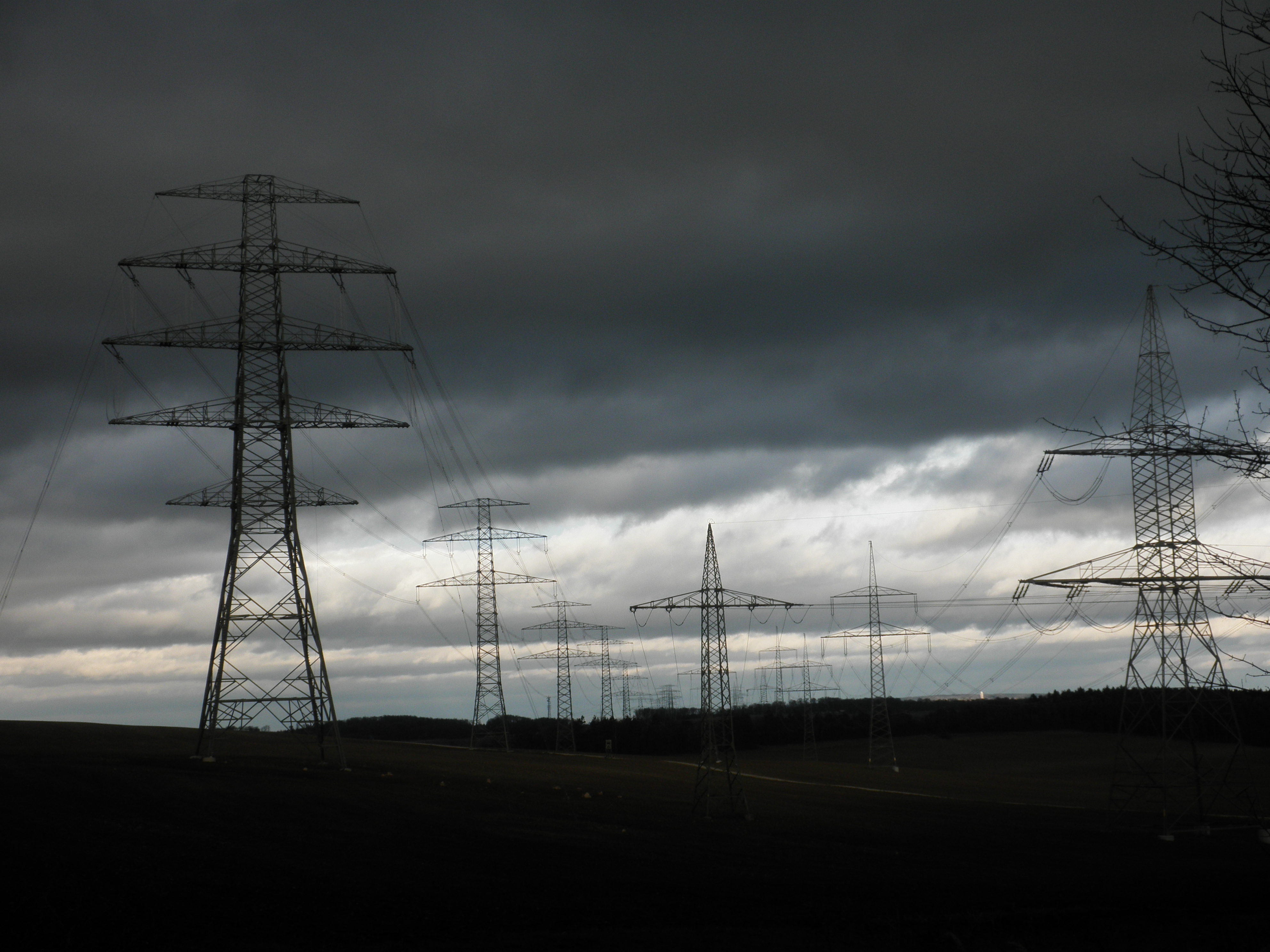
Leitungstrasse im Bau bei Riechheim (Januar 2014). Links der erste Kombinationsmast mit der parallel verlaufenden Bahnstromleitung

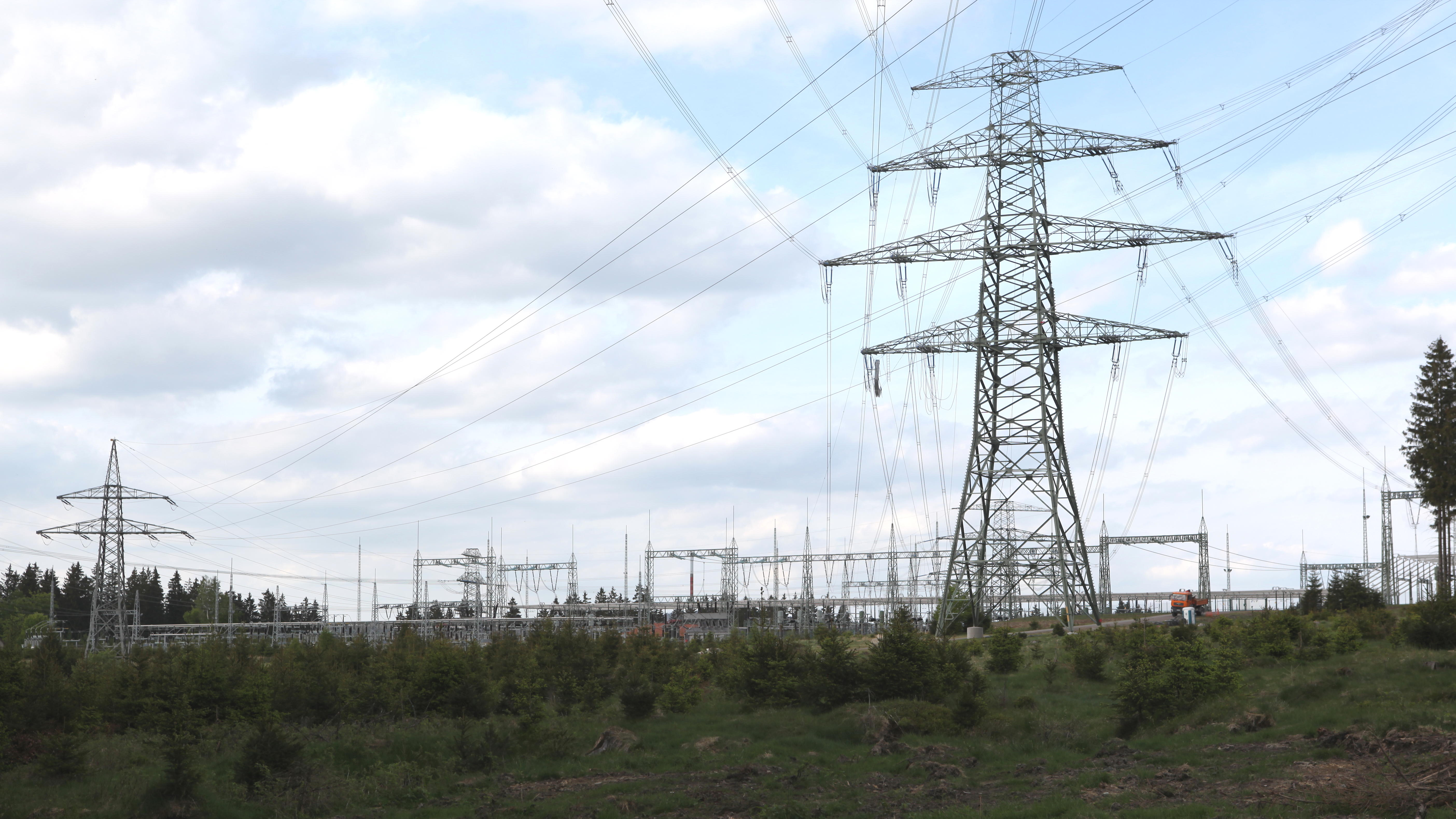
Umspannwerk Altenfeld mit südlichem Mast 1 der Thüringer Strombrücke

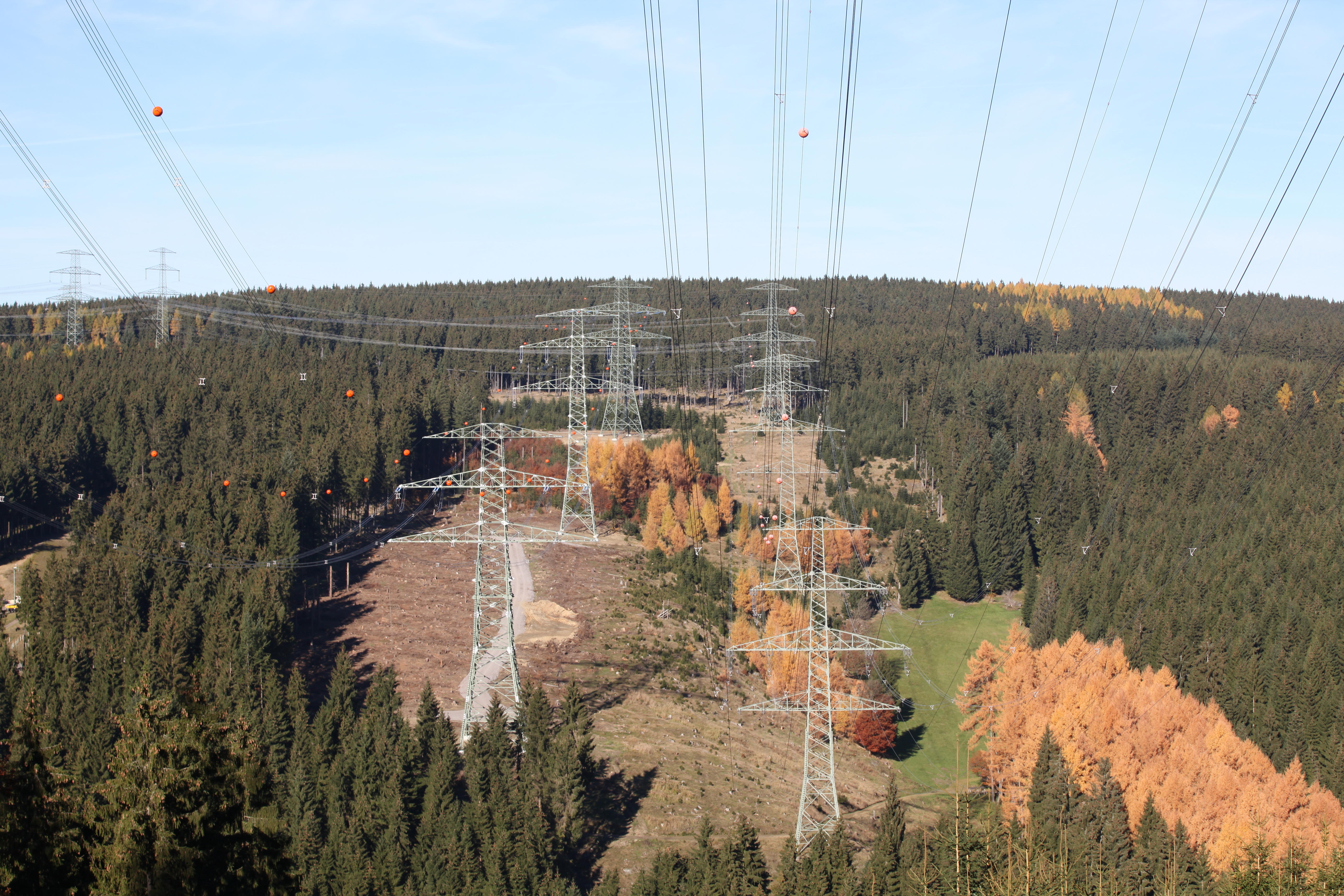
Leitungstrasse im Thüringer Wald zwischen Altenfeld und Goldisthal

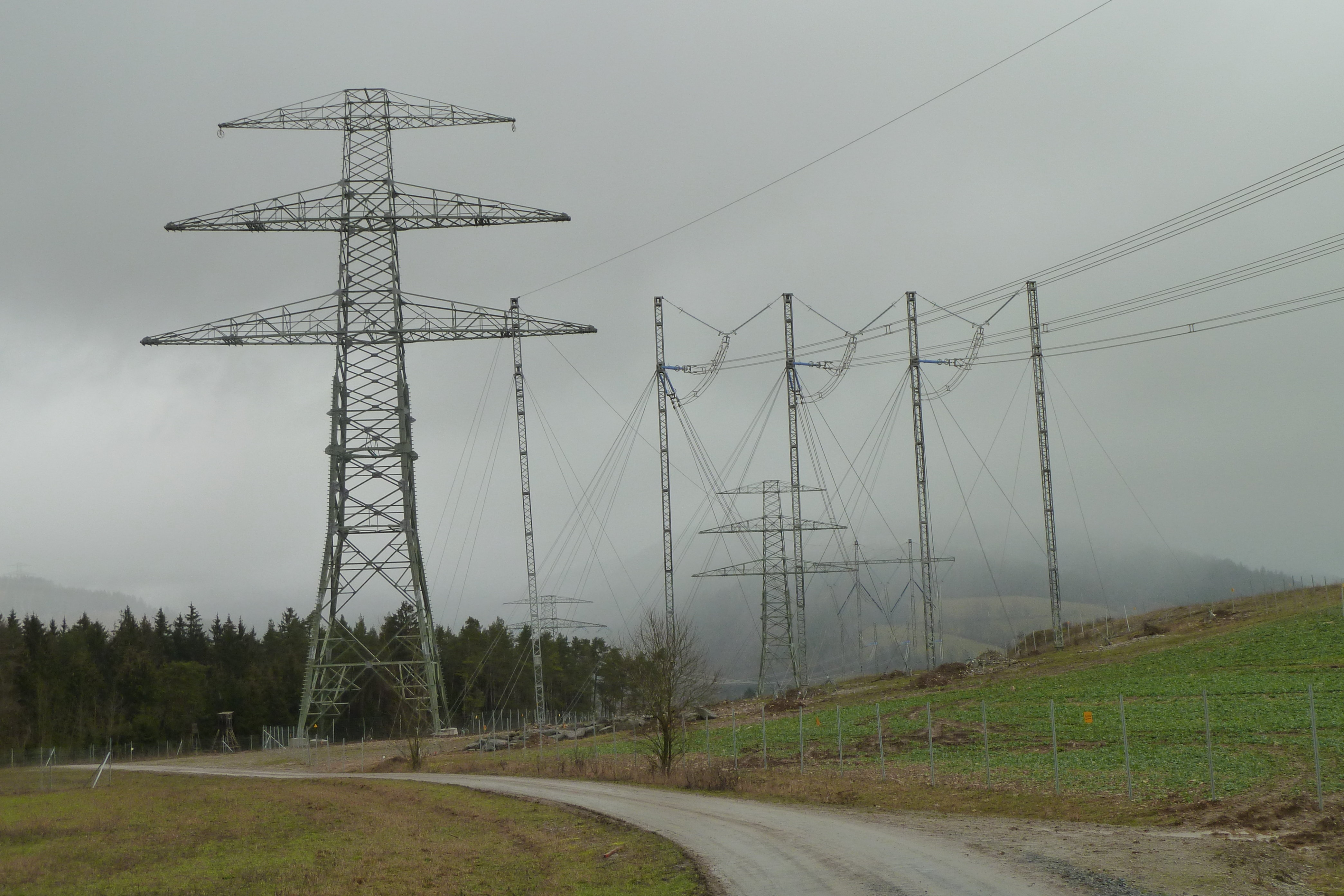
Provisorische Leitung bei Theuern Anfang 2016

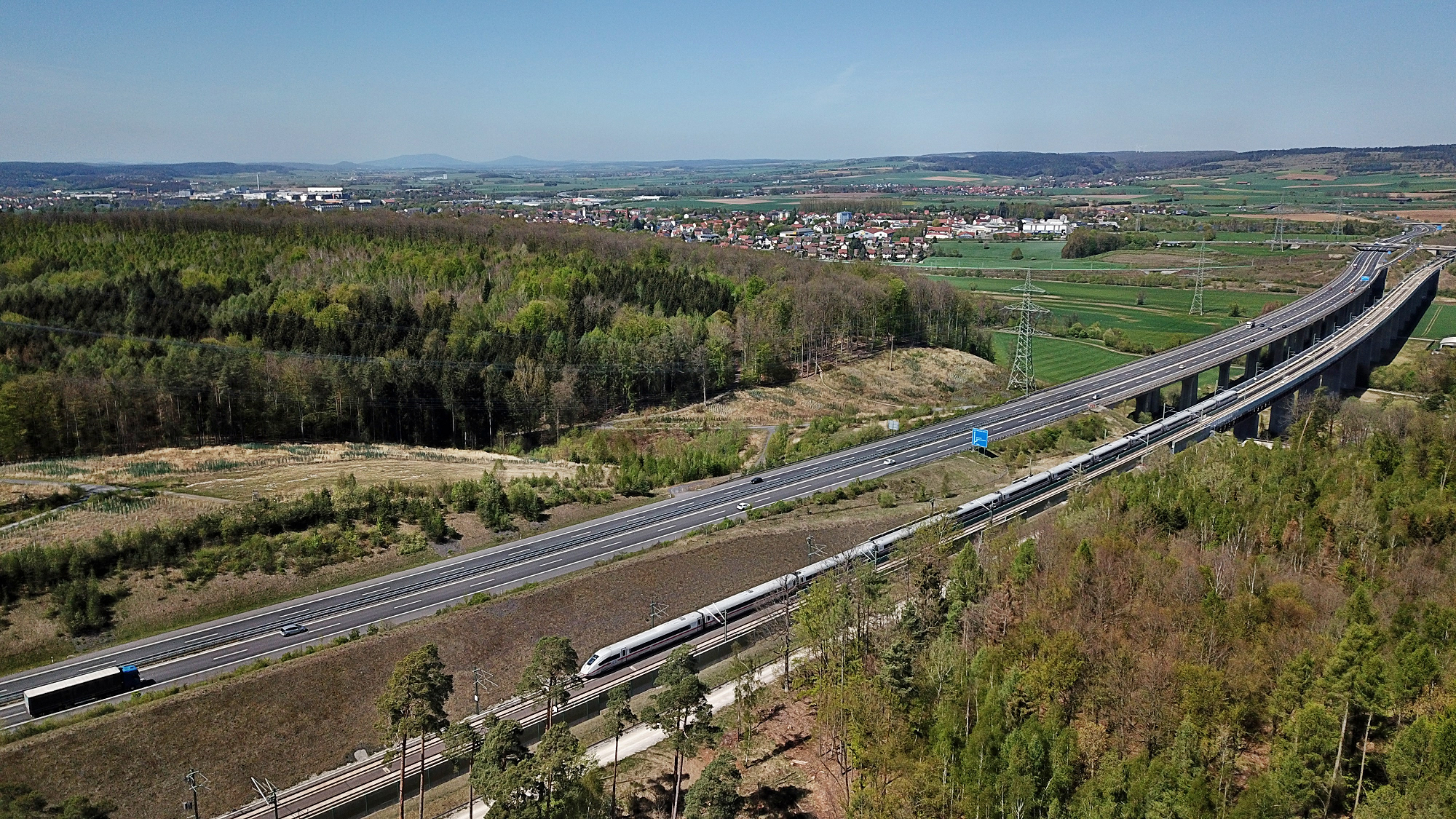
Thüringer Strombrücke im Landkreis Coburg neben der A73 und der Schnellfahrstrecke Nürnberg–Erfurt

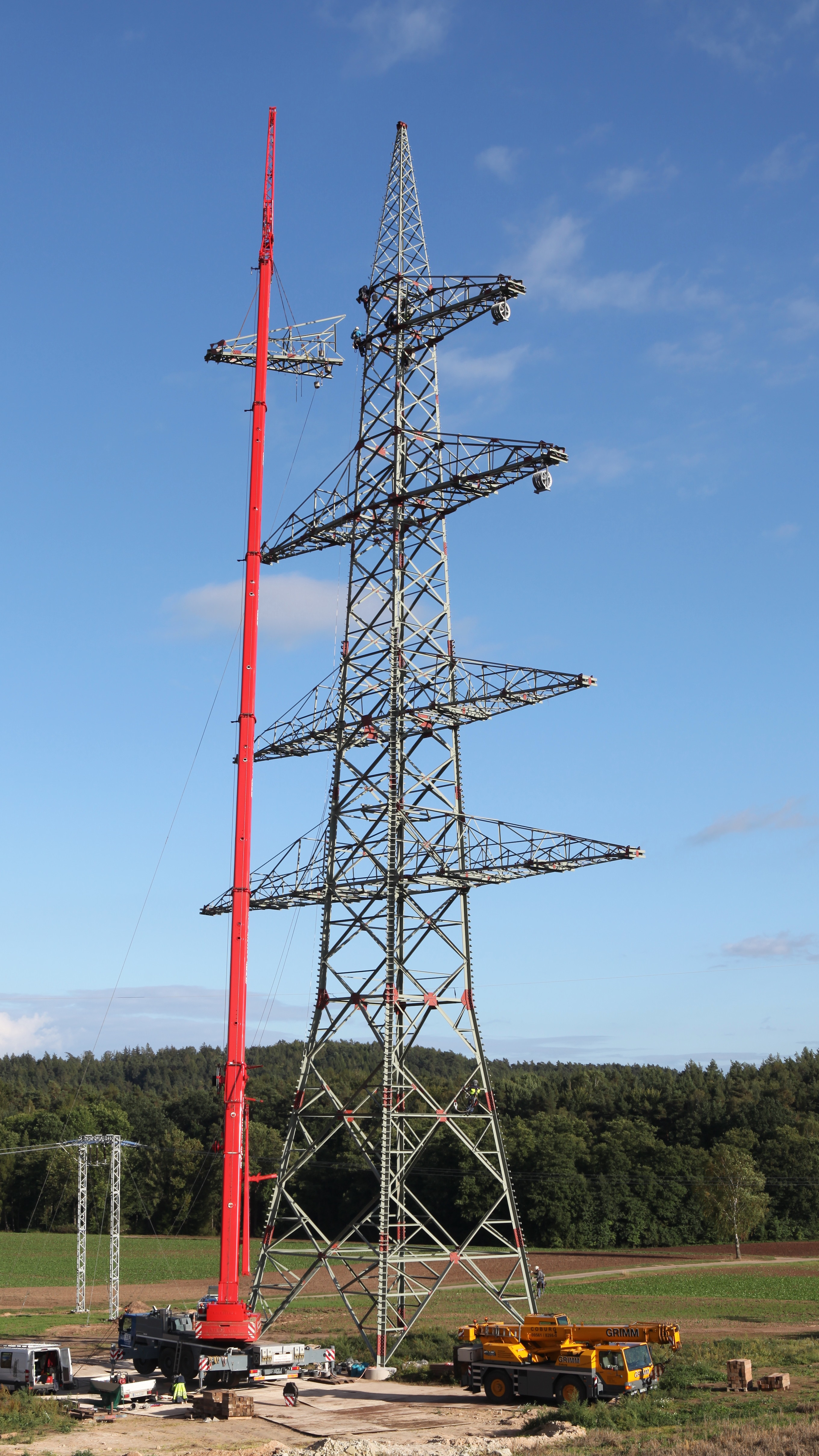
Montage Mast 132 bei Coburg

Die Thüringer Strombrücke (auch ‚Südwest-Kuppelleitung‘ oder ‚Höchstspannungsleitung Lauchstädt–Redwitz‘ genannt) ist eine etwa 189 Kilometer lange 380-kV-Drehstrom-Höchstspannungs-Freileitung zwischen den Umspannwerken Bad Lauchstädt (Sachsen-Anhalt) und Redwitz (Bayern).
Von Bad Lauchstädt bis zur Landesgrenze zwischen Thüringen und Bayern wird sie von 50Hertz betrieben und von dort bis Redwitz (50° 9′ 45″ N, 11° 11′ 36″ O) von Tennet. Das gesamte Projekt sollte etwa 300 Millionen Euro kosten. Der erste Stromkreis wurde Ende 2015 in Betrieb genommen, die vollständige Inbetriebnahme erfolgte am 14. September 2017. Die gesamte Übertragungsfähigkeit beträgt 5.000 MW.

## Funktion
Die Höchstspannungsleitung dient dem überregionalen Stromtransport von Norden nach Süden, von den östlichen Bundesländern mit vielen Windkraftanlagen und einer großen Kapazität an Braunkohlekraftwerken zu den südwestlichen Bundesländern, wo zahlreiche Photovoltaikanlagen mit hoher Gesamtleistung installiert sind, sowie auch innerhalb Europas. Sie gilt als bedeutend für die Zukunftsfähigkeit des Stromnetzes und soll Engpässe bei der Stromlieferung beseitigen.
Die im Rahmen einer Trassenbündelung unter anderem parallel zum Abschnitt Erfurt–Rödental der Eisenbahn-Schnellfahrstrecke Nürnberg–Erfurt verlaufende Leitung ist von der Europäischen Union eingestuft als „Projekt von gemeinsamem Interesse“ (PCI, englisch project of common interest).
Gesetzliche Grundlage für den Bau war das Energieleitungsausbaugesetz (EnLAG) von 2009, in dem die Thüringer Strombrücke als Vorhaben Nr. 4 aufgeführt ist.
Die Inbetriebnahme des ersten Stromkreises der Kuppelleitung Ende 2015 gilt als wesentliche Ursache für die 2016 erfolgte Halbierung der Kosten im Netzgebiet von 50Hertz Transmission, die aus Stromnetzengpässen resultierten. Von 2015 auf 2016 sanken dort die Kosten für Redispatchmaßnahmen von 207 auf 105 Mio. Euro, zudem gingen die Kosten von Abregelungsmaßnahmen erneuerbarer Energien von 146 auf 73 Mio. Euro zurück.

## Bau
Der erste Abschnitt zwischen den Umspannwerken Bad Lauchstädt (51° 24′ 24″ N, 11° 53′ 32″ O) und Vieselbach (50° 59′ 51″ N, 11° 7′ 22″ O) ist seit dem 18. Dezember 2008 in Betrieb; der zweite Abschnitt, vom Umspannwerk Vieselbach zum Umspannwerk in Altenfeld (50° 34′ 26″ N, 10° 59′ 26″ O) seit dem 2. Juli 2015. Erstgenannter ersetzt dabei ein Teilstück der sogenannten Reichssammelschiene, einer um 1940 errichteten 220-kV-Leitung.
Für den dritten Abschnitt (zwischen Umspannwerk Altenfeld und der Thüringer Landesgrenze) bestand seit dem 21. Januar 2015 das Baurecht. Für den bayerischen Abschnitt hatte die Regierung von Oberfranken am selben Tag den Planfeststellungsbeschluss erlassen. Die Inbetriebnahme des ersten Stromkreises im Testbetrieb erfolgte am 17. Dezember 2015. Dazu wurden bei Theuern provisorische Freileitungsmaste errichtet. Mit Inbetriebnahme des zweiten Stromkreises, rund 21 Monate nach dem ersten, fand die offizielle Eröffnung am 14. September 2017 statt. Ursprünglich sollte die Leitung mit beiden Stromkreisen im Frühjahr 2016 an das Netz gebracht werden.
Zwischen Vieselbach und Schalkau (50° 23′ 29″ N, 11° 1′ 46″ O) umfassten die Planfeststellungsbeschlüsse zusätzlich die nachträgliche Montage einer Traverse an den Masten für zwei weitere Stromkreise innerhalb der nächsten zehn Jahre. Außerdem sind in diesem Bereich die Maste mit zwei Erdseilen ausgestattet, welche an einer Erdseiltraverse über den Leiterseilen montiert sind. Gemäß dem Netzentwicklungsplan Strom von 2014 sollten die zwei Stromkreise von Schalkau nach Grafenrheinfeld (49° 58′ 53″ N, 10° 11′ 14″ O) weitergeführt werden. Im Netzentwicklungsplan 2030/Stand 2019 sind für die Verlängerung alternativ die Varianten P44 Altenfeld–Grafenrheinfeld und P44mod Altenfeld–Ludersheim über Schalkau vorgesehen.

## Verlauf
Nach dem Beginn am Umspannwerk Bad Lauchstädt bei Halle, das ebenfalls mit dem benachbarten Kraftwerk Schkopau verbunden ist, führt der erste etwa 75 Kilometer lange Abschnitt der Leitungsstrecke in südwestliche Richtung, in etwa parallel zur Neubaustrecke Erfurt–Leipzig/Halle und einer hierfür neu errichteten, seit November 2013 in Betrieb befindlichen Bahnstromleitung.
Bis zur A 71 führt der zweite, etwa 57 Kilometer lange Leitungsabschnitt parallel zur 380-kV-Leitung nach Mecklar (Hessen), wobei ein Teilstück bei Riechheim als 4,1 Kilometer lange Hybridleitung zusammen mit der Bahnstromleitung Bebra–Weimar ausgeführt wurde. Südlich von Kirchheim dreht die Leitung nach Süden und verläuft parallel zur A 71, wobei hier im Wipfratal ein 4,4 Kilometer langes Teilstück ebenfalls eine Hybridleitung, diesmal mit der neuen Bahnstromleitung Eischleben–Wolfsberg, darstellt. Bei Traßdorf endet die Parallelführung mit der Autobahn. Bis Altenfeld verläuft die Leitung durchgehend parallel zur Schnellfahrstrecke Nürnberg–Erfurt. Auf eine Länge von 21,6 Kilometer wird eine 110-kV-Leitung von Stadtilm nach Altenfeld mitgenommen.
Südlich von Altenfeld wird die Parallelführung mit der Bahnstrecke beibehalten, bis sie entlang der A 73 nach Südosten dreht. Im Zuge der Errichtung des insgesamt etwa 57 Kilometer langen Streckenabschnittes wurde ab Dörfles-Esbach eine 110-kV-Leitung demontiert, da diese auf der unteren Traverse mitgenommen wird. Endpunkt des dritten Bauabschnittes ist das Umspannwerk Redwitz, wo im Höchstspannungsnetz Leitungen nach Würgau und Remptendorf sowie der Ostbayernring über Mechlenreuth und Etzenricht nach Schwandorf anschließen.

### Übersichten auf OpenStreetMap
- Lauchstädt–Vieselbach auf OpenStreetMap
- Vieselbach–Altenfeld auf OpenStreetMap
- Altenfeld–Redwitz auf OpenStreetMap